# Heilandskirche (Berlin)

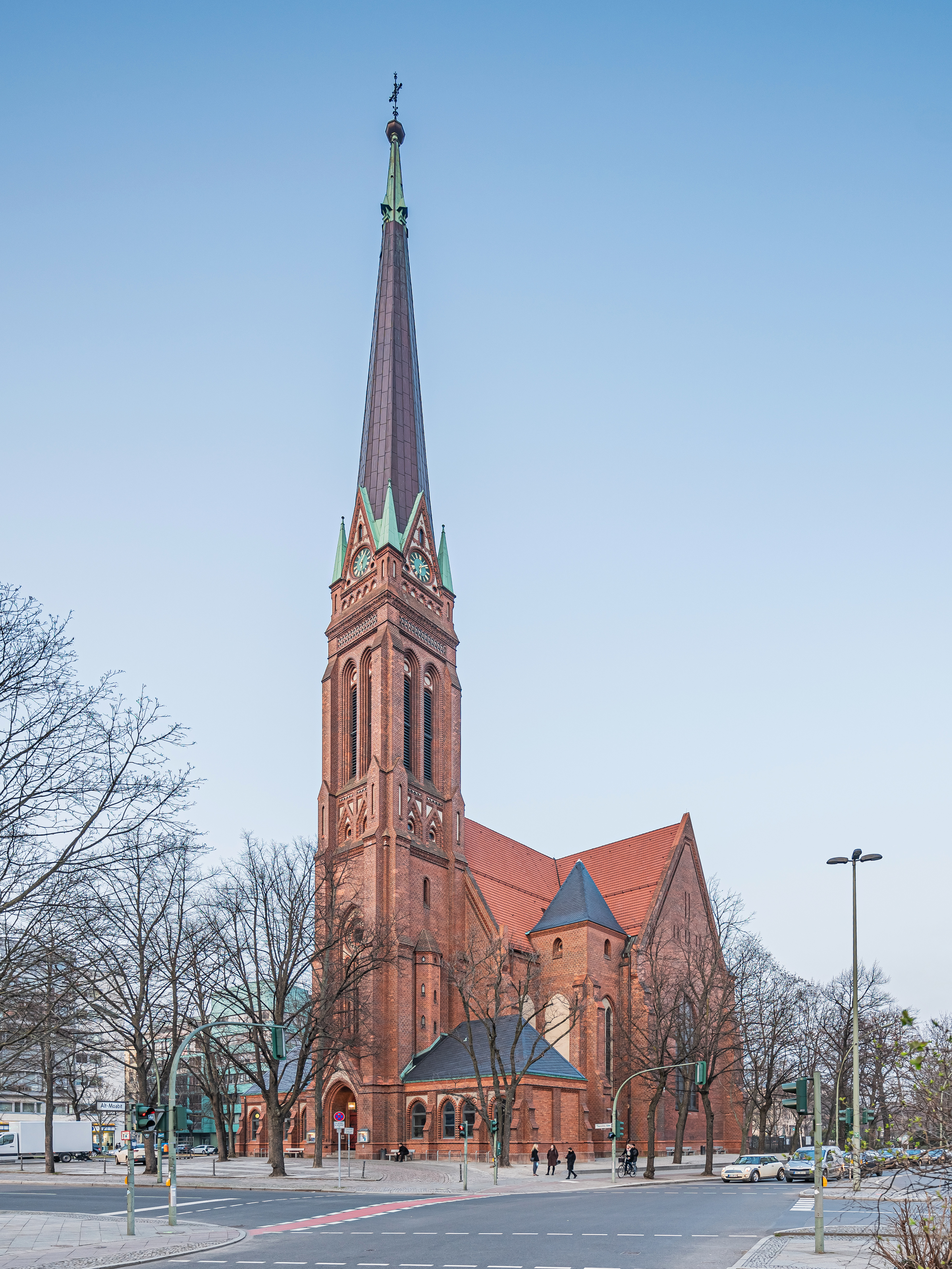
Heilandskirche in Berlin-Moabit

Die Heilandskirche in Berliner Ortsteil Moabit ist eine der Kirchen der Evangelischen Kirchengemeinde Tiergarten. Die neugotische Kirche an der Thusnelda-Allee ist mit ihrem 87 Meter hohen Turm der Blickpunkt am Westrand des Kleinen Tiergartens. Das Areal wird im Norden von der Turmstraße und im Süden von der Straße Alt-Moabit begrenzt.
Die Kirchengemeinde gehört zum Kirchenkreis Berlin Stadtmitte (KKBS) der Evangelischen Kirche Berlin-Brandenburg-schlesische Oberlausitz (EKBO).

## Geschichte
Da sich die Johanniskirche, die erste Moabiter Kirche, für die in der zweiten Hälfte des 19. Jahrhunderts rasch wachsende Bevölkerung als zu klein erwies, wurde 1892–1894 die Heilandskirche als Filiale erbaut. Dazu wurde ein Stück des Kleinen Tiergartens abgetrennt und für den Kirchenbau zur Verfügung gestellt.
Der Entwurf stammte vom Architekten Friedrich Schulze, die Ausführung lag bei Paul Kieschke. Die kreuzförmige Backstein-Hallenkirche weist kurze Querschiffe auf, wodurch sie als Zentralbau wirkt. Der schlanke Turm erhielt ein überhöhtes Spitzdach, dem an seiner Basis vier kleine Spitztürmchen beigegeben sind. Diese korrespondieren mit dem Dachreiter über der Vierung und den Zwickeltürmen in den Innenecken der Schiffe. Die Firma Bolle stiftete die drei Glocken, die bis heute erhalten sind. Die Kirche wurde am 20. Juni 1894 eingeweiht. Selbstständig wurde die Gemeinde erst 1896. Sie erhielt 1905 ein Gemeinschaftshaus in der Putlitzstraße. 1905/1906 wurde in der Ottostraße 17 das Pfarrerwohn- und Gemeindehaus errichtet.

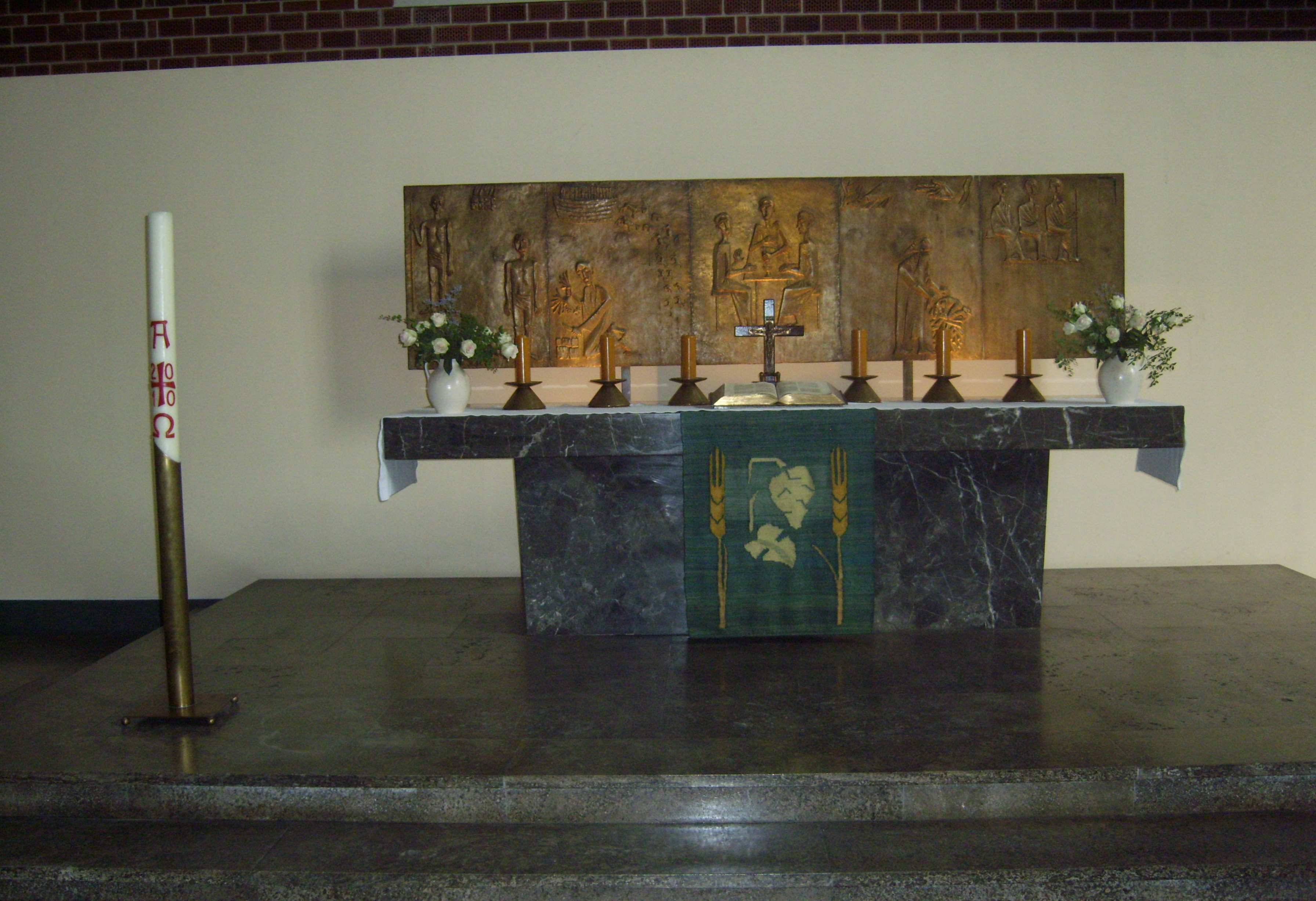
Altar

Im Zweiten Weltkrieg erlitt die Kirche schwere Beschädigungen. Bei einem alliierten Luftangriff im November 1943 brannten Dachstuhl und Turmhelm ab. In der Folge lag die Kirche als Ruine brach. In den 1950er Jahren wurde sie unter Erich Ruhtz und Erich Glaß stark vereinfacht wieder aufgebaut. Das Dach wurde 1951 neu gedeckt. Dabei wurde der Dachreiter weggelassen und die vier Ecktürmchen verkleinert. Der zerstörte Chor erhielt nun – mit Ausnahme des Erdgeschosses – einen flachen Schluss, der spitze Turm wurde in alter Form wieder hergestellt. Im Innenraum wurde neugotischer Zierrat entfernt. Da die Gemeindegliederzahl abgenommen hatte, wurde auf die Emporen verzichtet. Die Wiedereinweihung erfolgte 1960. Das neue Altarbild wurde nach dem Entwurf von Hans Gottfried von Stockhausen gefertigt und 1961 eingesetzt.
Da vor der 2004 erfolgten Fusion mit der benachbarten Reformationsgemeinde zur Kirchengemeinde Moabit West die Gemeindegliederzahl auf unter 5000 gesunken war und nur ein Bruchteil der notwendigen Bauunterhaltungskosten zur Verfügung stand, entschloss sich die Gemeinde, das viel zu große Gemeindehaus aufzugeben und ihre Arbeit an der Thusnelda-Allee zu konzentrieren. Dafür wurde die Heilandskirche 2004 umgebaut und saniert. Sie erhielt verbesserte Elektrik, eine neue Fußbodenheizung und eine mobile Bestuhlung für eine multifunktionale Nutzung. Die Nebenräume auf der Westseite der Kirche wurden zu Gemeinderäumen mit einem kleinen Kirchenbüro sowie Mehrzweck- und Gruppenraum umgebaut. Das bereits bestehende Café Thusnelda wurde renoviert, womit im Eingangsbereich neue helle und offene Gemeinderäume zusammen mit einem behindertengerechten Sanitärbereich entstanden. Im Januar 2016 erfolgte die Fusion der Kirchengemeinden Moabit West, Erlöser, St. Johannis und Kaiser-Friedrich-Gedächtnis zur Evangelischen Kirchengemeinde Tiergarten.

## Orgel

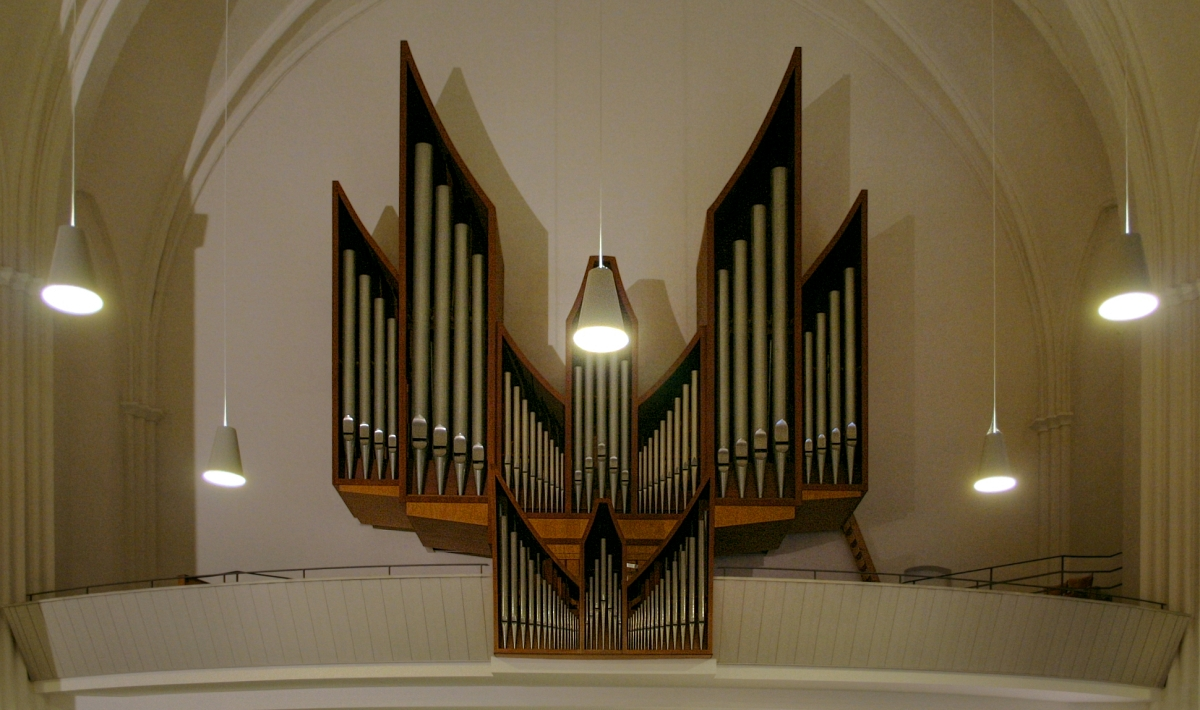
Orgel mit 46 Registern

Ursprünglich besaß die Kirche eine 1894 erbaute Orgel von E. F. Walcker & Cie. mit zwei Manualen und 34 Registern. 1929 lieferte Alexander Schuke eine neue Orgel, die den Schäden an der Kirche im Zweiten Weltkrieg zum Opfer fiel.
Die heutige Orgel wurde 1962 von dem Orgelbauer Gerhard Schmid (Kaufbeuren) erbaut. Das Instrument hat 46 Register auf drei Manualen und Pedal. Die Spieltrakturen sind mechanisch, die Registertrakturen elektrisch.
| I Rückpositiv C–g3 |              |       |
| 1.                 | Holzgedackt  | 8′    |
| 2.                 | Weidenpfeife | 8′    |
| 3.                 | Prästant     | 4′    |
| 4.                 | Rohrquintade | 4′    |
| 5.                 | Kleinpommer  | 2′    |
| 6.                 | Sifflöte     | 1 ⁄3′ |
| 7.                 | Oktave       | 1′    |
| 8.                 | Cymbel       | 1⁄2′  |
| 9.                 | Krummhorn    | 8′    |
|                    | Tremulant    |       |

| II Hauptwerk C–g3 |               |        |
| 10.               | Gedacktpommer | 16′    |
| 11.               | Prinzipal     | 08′    |
| 12.               | Holzflöte     | 08′    |
| 13.               | Gemshorn      | 08′    |
| 14.               | Oktave        | 04′    |
| 15.               | Rohrgedackt   | 04′    |
| 16.               | Spitzquint    | 02 ⁄3′ |
| 17.               | Prinzipal     | 02′    |
| 18.               | Mixtur        | 01 ⁄3′ |
| 19.               | Scharf        | 01′    |
| 20.               | Trompete      | 08′    |

| III Schwell-Brustwerk C–g3 |              |         |
| 21.                        | Koppelflöte  | 08′     |
| 22.                        | Quintade     | 08′     |
| 23.                        | Spitzgamba   | 08′     |
| 24.                        | Prinzipal    | 04′     |
| 25.                        | Gemsflöte    | 04′     |
| 26.                        | Nasat        | 02 ⁄3′  |
| 27.                        | Blockflöte   | 02′     |
| 28.                        | Terz         | 01 3⁄5′ |
| 29.                        | Septime      | 01 ⁄7′  |
| 30.                        | Prinzipal    | 01′     |
| 31.                        | None         | 08⁄9′   |
| 32.                        | Sexte        | 08⁄13′  |
| 33.                        | Scharfmixtur | 01′     |
| 34.                        | Dulcian      | 16′     |
| 35.                        | Oboe         | 08′     |
|                            | Tremulant    |         |

| Pedalwerk C–f1 |            |         |
| 36.            | Prinzipal  | 16′     |
| 37.            | Subbass    | 16′     |
| 38.            | Grossnasat | 10 2⁄3′ |
| 39.            | Oktave     | 08′     |
| 40.            | Gedackt    | 08′     |
| 41.            | Rohrflöte  | 04′     |
| 42.            | Gemspfeife | 02′     |
| 43.            | Nachthorn  | 01′     |
| 44.            | Rauschbass | 04′     |
| 45.            | Posaune    | 16′     |
| 46.            | Trompete   | 08′     |

- Koppeln: I/II, III/II, I/P, II/P, III/P
- Spielhilfen: Handregister, zwei freie Kombinationen, Tutti, Zungen-Absteller

Des Weiteren existiert eine Chororgel mit sechs Registern, die von derselben Firma 1968 erbaut wurde.
| I Manual C–g3 |    |
| Gedackt       | 8′ |
| Prinzipal     | 4′ |
| Rohrflöte     | 4′ |
| Pommer        | 2′ |
| Scharf        | 1′ |

| II Manual C–g3 |    |
| Gedackt        | 8′ |
| Prinzipal      | 4′ |
| Rohrflöte      | 4′ |
| Pommer         | 2′ |
| Scharf         | 1′ |

| Pedal C–f1  |
| Subbass 16′ |

## Glocken
Die Heilandskirche verfügt über ein Geläut aus drei bauzeitlichen Gussstahlglocken, die die Familie des zur Kirchengemeinde gehörenden Unternehmers Carl Bolle gestiftet hat. Sie wurden 1893 vom Bochumer Verein hergestellt und haben beide Weltkriege überstanden, weil die Behörden an Stahlguss kein Interesse hatten. Das Geläut befindet sich in einer fast quadratischen Glockenstube mit den Grundmaßen 4,4 m × 4,5 m. Die Herstellung kostete 6344 Mark.
| Glocke   | Schlagton | Gewicht (kg) | Durchmesser (mm) | Höhe (mm) | Inschrift |
| -------- | --------- | ------------ | ---------------- | --------- | --- |
| kleinste | fis′      | 0881         | 1255             | 1120      | Schulter: GEG. VOM BOCHUMER VEREIN F. BERGBAU U. GUSSSTAHLFABRIKATION. Flanke: GESTIFTET VON DER FAMILIE C. BOLLE, BERLIN 1893. Gegenüber: KOMMT VOR SEIN ANGESICHT MIT FROHLOKKEN. PSALM 100,2b. |
| mittlere | dis′      | 1230         | 1440             | 1275      | Schulter: GEG. VOM BOCHUMER VEREIN F. BERGBAU U. GUSSSTAHLFABRIKATION. Flanke: GESTIFTET VON DER FAMILIE C. BOLLE, BERLIN 1893. Gegenüber: DIENET DEM HERRN MIT FREUDEN, PSALM 100,2a.            |
| größte   | h°        | 2250         | 1780             | 1565      | Schulter: GEG. VOM BOCHUMER VEREIN F. BERGBAU U. GUSSSTAHLFABRIKATION. Flanke: GESTIFTET VON DER FAMILIE C. BOLLE, BERLIN 1893. Gegenüber: JAUCHZET DEM HERRN ALLE WELT, PSALM 100,1.             |

## Sonstiges
- Die Thusneldaallee bildet das kurze Verbindungsstück zwischen der Turmstraße und der Straße Alt-Moabit. Sie ist nur 50 Meter lang und damit die kürzeste Allee Berlins. Einziges Gebäude in der Straße ist die Heilandskirche.
- Jeden Samstag findet hier bei trockenem Wetter ein Flohmarkt der Obdachlosenhilfe statt. Außerdem befindet sich im Anbau das spät Café, das zweimal in der Woche Obdachlose mit Getränken und warmen Essen versorgt.[5]
- Hier amtierte u. a. der Pfarrer und Orientalist Gustav Diettrich (1869–1947).